# Batalla de Northampton
La batalla de Northampton fue un enfrentamiento que se produjo durante la guerra de las Dos Rosas, entre la Casa de York y la Casa de Lancaster el 10 de julio de 1460. 
En esta batalla algunos de los nobles partidarios de Lancaster cambiaron de bando para apoyar a los yorkistas. Ante la derrota de los Lancaster, el rey Enrique VI se vio obligado a reconocer a los York como legítimos herederos a la Corona mediante el Acta de Acuerdo. Parecía el fin de la guerra, pero la reina consorte Margarita de Anjou estaba reuniendo un ejército para continuar con el conflicto. 
En esta batalla el duque de Buckingham Humphrey Stafford murió al ser atacado por las tropas enemigas.